# Слуховые косточки
Слуховые косточки (лат. ossicula auditus, ossicula auditiva) — костное образование в полости среднего уха наземных животных (в том числе и человека). В организме человека слуховых косточек три: молоточек (malleus), наковальня (incus) и стремечко (stapes). Земноводные, пресмыкающиеся и птицы имеют всего одну косточку — columella auris («ушной столбик»), которая упирается одним концом в барабанную перепонку, а другим — в овальное окно внутреннего уха. Она соответствует стремечку млекопитающих и также сформировалась из второй жаберной дуги рыб. У млекопитающих появляются ещё две косточки: молоточек и наковальня, которые образуются из первой жаберной дуги (которая у рептилий формирует часть челюсти — сочленовную и квадратную кости).

## Происхождение

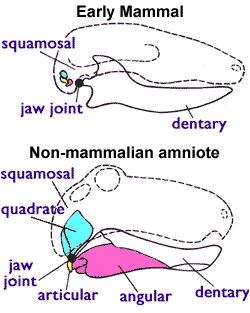
Кости пресмыкающихся и птиц (Non-Mammalian amniote) и производные от них слуховые кости ранних млекопитающих (Early Mammal): жёлтый цвет — сочленовная кость (молоточек), голубой — квадратная кость (наковальня). Ушной столбик и стремечко не показаны, розовым обозначена угловая кость.

Слуховые косточки образовались в процессе эволюции наземных позвоночных из жаберных дуг рыб. В 1837 году немецкий анатом Карл Рейхерт изучал эмбрионы млекопитающих и пресмыкающихся, стремясь разобраться в процессе формирования черепа. Он обнаружил, что молоточек и наковальня млекопитающих соответствуют фрагментам нижней челюсти пресмыкающихся — сочленовной и квадратной костям; это значит, что та же жаберная дуга эмбриона, которая у млекопитающих образует слуховые кости, у рептилий формирует часть челюсти. Однако, это открытие не было должным образом оценено: оно выпало на то время, когда в биологии господствовало представление о вечности и неизменности видов, а до выхода в свет «Происхождения видов» Ч. Дарвина (1859) оставалось более двадцати лет. Окончательно связь слуховых косточек млекопитающих с костью нижней челюсти пресмыкающихся была доказана в конце XIX—начале XX века. Уильям Кинг Грегори, сотрудник Музея Естествознания в Нью-Йорке, изучал ископаемых звероящеров, найденных в Южной Африке и России. Прослеживая изменения их скелета от ранних форм к более поздним, он установил, что кости задней части челюсти (сочленовная и квадратная) в процессе эволюции постепенно смещались и уменьшались, пока наконец не превратились в две слуховые косточки млекопитающих — молоточек и наковальню. В 1910—1912 годах Эрнст Гаупп нашёл ещё больше доказательств связи между челюстными костями пресмыкающихся и слуховыми косточками зверей.
Таким образом, бывшие фрагменты нижней челюсти пресмыкающихся стали служить их потомкам — млекопитающим — для лучшего восприятия звуков. Стремечко — самая древняя по происхождению слуховая косточка, она присутствует у всех наземных позвоночных (земноводных, пресмыкающихся, птиц, млекопитающих), возникнув в процессе эволюции из второй жаберной дуги рыб (так, в организме акул стремечку (ушному столбцу) соответствует большой хрящ, соединяющий верхнюю челюсть с черепной коробкой). Пройдя долгий путь эволюционного развития, фрагмент верхней челюсти постепенно уменьшился и стал слуховой костью.

## Функция
Появление слуховых косточек у первых наземных позвоночных (земноводных) связано с возникшей необходимостью усиливать звуковые колебания, идущие к внутреннему уху: воздух проводит звук значительно хуже, чем вода. Система из трёх сочленённых костей у млекопитающих позволяет им, по сравнению с другими позвоночными, воспринимать звуки более высоких частот.